# Argelaguer
Argelaguer és un municipi de la comarca de la Garrotxa, a les Comarques Gironines. Se situa a l'aiguabarreig del Torrent del Vinyot i del Llierca amb el Fluvià, a la meitat est de la comarca. Té boscos de pollancres. S'hi practica l'agricultura de secà, principalment cereals i oliveres, indústria hidroelèctrica i artesania tradicional (espardenyes, esclops).
El nom de Argelagorios es troba en documents de l'any 982. A principi del segle xiii els senyors de Sales passen el feu d'Argelaguer als de Montpalau. Té una necròpolis del segle xii al camp anomenat Rost d'en Pi.

## Geografia
- Llista de topònims d'Argelaguer (Muntanyes, serres, collades, indrets, rius, fonts, cases, masies, esglésies…).

Argelaguer està situat a la confluència del riu Llierca, Torrent del Vinyot i el Fluvià. Està dividit en dos nuclis. L'un a 183 m d'altitud al voltant de l'església parroquial de Santa Maria i Sant Dames I, papa de Catalunya, d'origen romànic. L'altre, el carrer Major o Via Annia dels romans i camí de Sant Jaume format per dues rengleres de cases a banda i banda de la carretera Nacional N-260. Darrere la filera de cases, al mig del poble formant una placeta hi ha la capella de Santa Anna d'Argelaguer, d'origen romànic. El terme municipal d'Argelaguer se situa a la comarca de la Garrotxa de la província de Girona. Pel nord limita amb els termes de Montagut i Oix, Tortellà i Sales de Llierca. Pel sud i l'est amb Sant Ferriol i a l'oest amb el terme de Sant Jaume de Llierca. El municipi té una extensió de 12,53 km², format per unes vint hectàrees de zona de bosc, majoritàriament de pins i alzines, amb pasturatges a l'hivern. La vinya i l'olivera que havien estat tradicionals, ja no es cultiven, igual que els carboners. Han desaparegut activitats tradicionals, com la fabricació d'esclops, de cordes i espardenyes. En ramaderia, s'hi cria bestiar oví i boví. L'economia d'Argelaguer era bàsicament agrícola, però ha anat passant a ser de petites indústries i de serveis. Pel que fa a la població cal destacar la zona de la carretera, i la del carrer Major que es desenvolupa paral·lelament a aquest, és on es concentra més l'animació i activitat de la població. En aquesta zona es troben els equipaments més representatius com són: l'actual Ajuntament, el Casal Social, la farmàcia, a la zona de la carretera, al carrer Major on actualment hi ha les escoles, la pista esportiva i el Polivalent.

## Educació
Llar d'Infants (3-6 anys)
- Escola Montpalau - ZER El Llierca

Primària
- Escola Montpalau - ZER El Llierca

## Entitats de població
| Entitat de població    | Habitants (2024) |
| Argelaguer             | 373              |
| Santa Magdalena        | 22               |
| l'Hostalnou de Llierca | 18               |
| Tapioles               | 18               |
| el Guilar              | 10               |
| Sant Sebastià          | 10               |
| Font: Idescat          |                  |

## Indrets d'interès

### Antic edifici de les Escoles d'Argelaguer
Edifici fundat en temps de la República per la Generalitat de Catalunya. L'obra, dirigida per l'arquitecte Rafael Sánchez Echeverría, va començar l'any 1929 i es va acabar el 1931. L'any 1931, durant la República, es va decidir construir l'escola tal com és ara. Va funcionar fins a la fi de la guerra civil. Durant l'últim any de la guerra fou utilitzada pels republicans com a magatzem farmacèutic i en la retirada es va cremar. Entre el 1940 i el 1941 va ser reconstruïda. Fou tancada per manca d'alumnes l'any 1977. El 1987 es va tornar a obrir, fins avui.

### Via Ànnia - Camí Ral - carrer Major
Via de traçat recte, que passa per l'actual carrer Major. Molt estratègic ja que comunicava les planes empordaneses i Girona amb la muntanya. Utilitzant el curs natural del riu Fluvià mitjançant camins paral·lels. La Vall d'Argelaguer es troba en un lloc estratègic de pas. En temps antics els bascos, ibers i romans van utilitzar el curs del Fluvià mitjançant camins paral·lels. Els romans van construir una via empedrada anomenada la Via Ànnia. La via va ser utilitzada més tard pels visigots, àrabs i francs. En els temps moderns hi van passar les tropes de Napoleó el 1808 i els exèrcits facciosos dels carlins. Aquests van confrotar-se amb els liberals a l'anomenada Barreja. Més endavant el 1854 es va iniciar el projecte de la nova carretera paral·lela N-260 al camí ral, molt més ampla, de grava i pedra picada que va ser un element bàsic pel desenvolupament i creixement del poble. L'autovia actual A26 passa pel nord del poble amb la construcció d'un fals túnel per reduir-ne l'impacte visual.

### Castell de Montpalau
Anomenat Monti Palatio en llatí. Els visigots van construir un castrum els anys 500-600. Els senyors feudals de Sales el van habitar l'any 1216 convertint-lo en el castell de Montpalau. Actualment es conserven els murs i una torre mestra. L'antic castell de Montpalau està ubicat just al puig del davant on actualment hi ha el poble de Sant Jaume de Llierca. Els Montpalau foren els senyors d'Argelaguer i residien en aquest castell. Dins del recinte s'hi va construir una capella dedicada a Santa Magdalena. Cap al 1430 els senyors de Montpalau van construir un nou castell en el nucli d'Argelaguer i van deixar el seu castell de muntanya. (Lejarza) Cal Rei És una casa senyorial amb magnífiques sales. Es diu que, antigament, dels seus soterranis en sortien uns túnels que anaven al castell i que probablement servien de sortides d'emergència.

### Capella de Xivella (Sant Sebastià)
Capella construïda a mitjan segle xvi. Actualment no consta com església i la nau és utilitzada com a magatzem. Conta la tradició que a mitjan segle xvi, la pesta feia estralls als pobles de Girona. La gent d'Argelaguer va fer la promesa a Sant Sebastià, advocat i protector contra la pesta, que, si no arribava al poble, es construiria una capella dedicada al seu nom. La pesta va arribar fins a Besalú i va parar. El 1562 es va construir la capella en un aire senzill i popular. Al cap d'un temps acompanyat de Sant Sebastià s'hi va afegir Santa Llúcia i Sant Grau. La missa per la diada del sant es va celebrar fins a la fi dels anys 1960. L'any 1980 la capella, ja totalment abandonada, va ser venuda al propietari del mas Rafelic. Els sants van ser traslladats a l'ermita del Guilar.

### Capella de Santa Anna
La Capella de Santa Anna és d'estil romànic, d'una nau i absis, amb la porta adovellada. Fou restaurada pels mateixos veïns d'Argelaguer. No sabem la data exacta de la construcció però per l'estil i l'arquitectura sembla de cap del període 1000-1200. És un edifici senzill de planta rectangular amb capçalera a llevant formada per un absis sense cornisa ni finestra. La nau té volta de canó. La porta d'entrada es troba a ponent i dona a la placeta. És adovellada i de mig punt.

### Castell-Palau d'Argelaguer
Edifici construït al segle xv. És un edifici de planta quadrangular antigament emmurallat i un exemple de fortalesa gòtica catalana. A la façana principal, situada a ponent, hi destaquen un finestral gòtic, tres escuts de pedra dels quals el del mig correspon al de la família Montpalau i una bonica porta dovellada. La família Montpalau s'hi traslladà, abandonant el castell proper en el qual havien residit durant molts segles. Fins a mitjan segle xvii van ser amos i senyors d'Argelaguer i van marcar la història del municipi.

### Ermita de Santa Magdalena de Montpalau
Temple romànic de nau amb coberta amb volta de canó i absis semicircular amb finestra cega. La porta d'entrada és a ponent i té un campanar d'espadanya d'un sol ull. Fou construït pels senyors de Sales a la primeria del segle xiii. Construcció de planta rectangular, amb una nau coberta amb volta de canó, amb absis semicircular a llevant. Hi ha cornises de pedra a l'absis i a les parets laterals. Un porxo al costat de ponent, refet el 1983-1984, aixopluga la porta principal. Té un teulat a dues aigües formant part de la façana.

### Església Parroquial de Santa Maria i Sant Dames Ipapa nascut a Argelaguer l'any 304
El portal d'entrada és d'època renaixentista, i porta la inscripció de 1573. Segueix la traça romànica amb dues columnes acabades amb un capitell d'estil corinti. El temple actual es va construir entre els segles xvi i xviii, ja que el temple romànic del segle xii va patir greus desperfectes durant els terratrèmols del segle xv. En la construcció actual es van aprofitar diversos elements del temple anterior, com la base de l'absis. En la part baixa encara es poden identificar dues de les columnes adossades, que dividien el tambor absidal. El temple també està dedicat a Santa Maria i Sant Dames, segons la tradició fill d'Argelaguer, que va ser elegit papa l'any 386. Del romànic original conserva la base de l'àbsida, que segles més tard va ser alçada, on s'observen les restes de dues columnes que sustentaven unes arcades decoratives i un interessant pany del mur de migdia, que és amagat per una ampliació de 1645 i que presenta una cornisa amb mènsules, decorada amb l'estil dent de serra. Es pot observar la paret des de les golfes de l'altar lateral de Sant Dames. El portal d'entrada és d'època renaixentista, i porta la inscripció de 1573. Segueix la traça romànica amb dues columnes acabades amb un capitell d'estil corinti.

### Muralles del castell
Antigues muralles del castell de Montpalau situat al centre d'Argelaguer. El castell també disposava de fossars dels quals no en queden vestigis. La part que es conserva de muralles queda en el carrer del davant, anomenat de la Muralla i a la placeta amb la portalada, que accedeix al pati del castell. El 982 apareixen les primeres referències escrites d'Argelagarios. El 1400/1492, durant l'època de la baixa edat mitjana (segle xv), la família Montpalau va edificar l'actual castell al pla. Només s'han documentat dos dels trams de la muralla: el primer discorre paral·lel a la riera i presenta una alçada de 3,40 metres. El segon tram s'aixeca paral·lel al carrer de la Muralla i té una alçada de 3 metres. Després de la intervenció arqueològica del 2001, l'arquitecte Valentín Llaguno Lobato dirigí la restauració de la muralla.

### Paratge i marges del riu Fluvià
Paratges que es troben resseguint el Fluvià i on tradicionalment es conreaven horts. Diversos camins porten al voltant de diferents rierols formats pel Fluvià al seu pas per Argelaguer

### Patrimoni arqueològic, excavacions de Can Xac
Primer assentament humà del poble d’Argelaguer d`època prehistòrica
Entre agost del 2003 i abril de l’any 2004 i arrel de les obres de construcció de l’Autovia A-26, va ser descobert, als camps de Can Xac, el primer assentament humà del poble d’Argelaguer d`època prehistòrica.
El poblat del bronce final, tenia una extensió investigada de 1.300m2, s´estenia a l'est al vessant esquerre de la riera del Vinyot, el jaciment corresponia a un moment evolucionat de l’edat del bronze, en què la metal·lúrgia del ferro no era present.
Els argelaguens que vivien ho feien de forma estable, amb una economia de base agrícola i ramadera, la seva situació espacial estava en relació amb una xarxa viària de camins de tradició antiquisima, el seu emplaçament estava situat en un punt perfecte de trànsit i comunicacions per a les terres de la Muntanya, seguint el riu Fluvià i l’Alta Garrotxa per la vall del Llierca, partint del pla de Tapioles al sud-est.
Durant la investigació arqueològica es van identificar estructures de construcció disseminades, cinc d’hàbitats i sis de combustió amb blocs de pedres cremades i es conservaven argiles cuites i carbons.
Del material recuperat en el jaciment de can Xac, el ceràmic és el més important amb 6.239 fragments, el 93% del total; un 6% de fauna, 368 fragments, un 1% de malacologia i 6 objectes de bronze. El conjunt ceràmic està format per 6.161 fragments fets a mà i 78 peces fetes a torn, es van documentar grans contenidors, petits vasets, vaixella de taula i cuina, etc. De notable importància fou la peça de ceràmica sencera dcorada -urna funerària?-. Els acabats ceràmics són brunyits, les decoracions mes freqüents són incisions, d´una o més línies, amb motius geomètrics, acanalats, impressions amb ditades a la paret del vas o amb l'aplicació de cordons, simples o complexes, que configuren motius decoratius. El tipus de cocció de les peces trobades respondre a una cocció de forn lent, amb pastes que tant són reduïdes com oxidades i com a desgreixant, sorra i quars, sovint de gra gruixut.
La fauna exhumadà durant l'excavació va ser classificada i inventariada en diverses categories, es va diferenciar el ossos llargs, els ossos curts, amb 14 fragments, cranis i maxil.lars amb 24 peces i 46 dents. La malacologia està representada per petits cargols, petxines i musclos.
Els objectes metàl·lics trobats són de bronze-coure i corresponen a peces d´ornamentació personal, s´ha documentat dues agulles, una de cap enrotllat i una altra de cap anular, un petit botó, un penjoll anular, un fragment de fibula de pivot i part d´un braçalet.
Notes bibliogràfiques: TRIBUNA D’ARQUEOLOGIA 2003-2004 de la Direcció General del Patrimoni Cultural de la Generalitat de Catalunya: Can Xac (Argelaguer, Garrotxa). Un poblat a l’aire lliure del bronze final, Sussana Manzano, Bibiana Agustí, Natàlia Colomeda.

### Pou del glaç
Construcció cilíndrica feta en pedra i gran part soterrada que servia per conservar el glaç. A Argelaguer n'hi ha dos que es creu que serien del segle xviii. El primer pou situat al costat esquerre del torrent d'Orriols. Té un gruix de paret de 0,6 m fet de pedra, un diàmetre exterior de 6 m i una profunditat de 5,5 metres. Orientat cap al sud-est, s'hi conserva part de l'entrada de 0,9 m d'amplada.
L'altre pou se situa en un extern del municipi al marge dret de la riera de can Palomer. També és de forma cilíndrica, amb un diàmetre superior de 7,5 m i una profunditat actual d'uns 7 metres. El gruix de la paret és de 0,6 m i construït amb pedres grans sense escairar. La producció del glaç era molt important, com que feia la funció de frigorífic natural. L'activitat començava als primers freds de l'hivern fins al febrer, es desviava l'aigua cap a uns compartiments d'uns 20 cm de fondària i, un cop l'aigua es glaçava se serraven els blocs, d'uns cent kg i es baixaven amb cordes al fons del pou i per separar-los es posaven branques d'alzina.

### Santuari de Santa Maria d'Albis del Guilar
Aquest petit edifici va ser creat com a capella del castell del Guilar que havia fundat el cavaller Simó de Balbs l'any 1334 arran d'unes promeses de vot, sota l'advocació de Santa Maria Va ser erigida entre final del 1100 i principi del 1200 pels Senyors d'Albis. La Capella és d'estil romànic i dedicada a Santa Maria. Se sap que es va fer una ampliació cap als segles xvii o XVIII. Davant la porta d'entrada hi ha un pòrtic. Existeix un document que ens certifica que el segle xix ja estava construït.

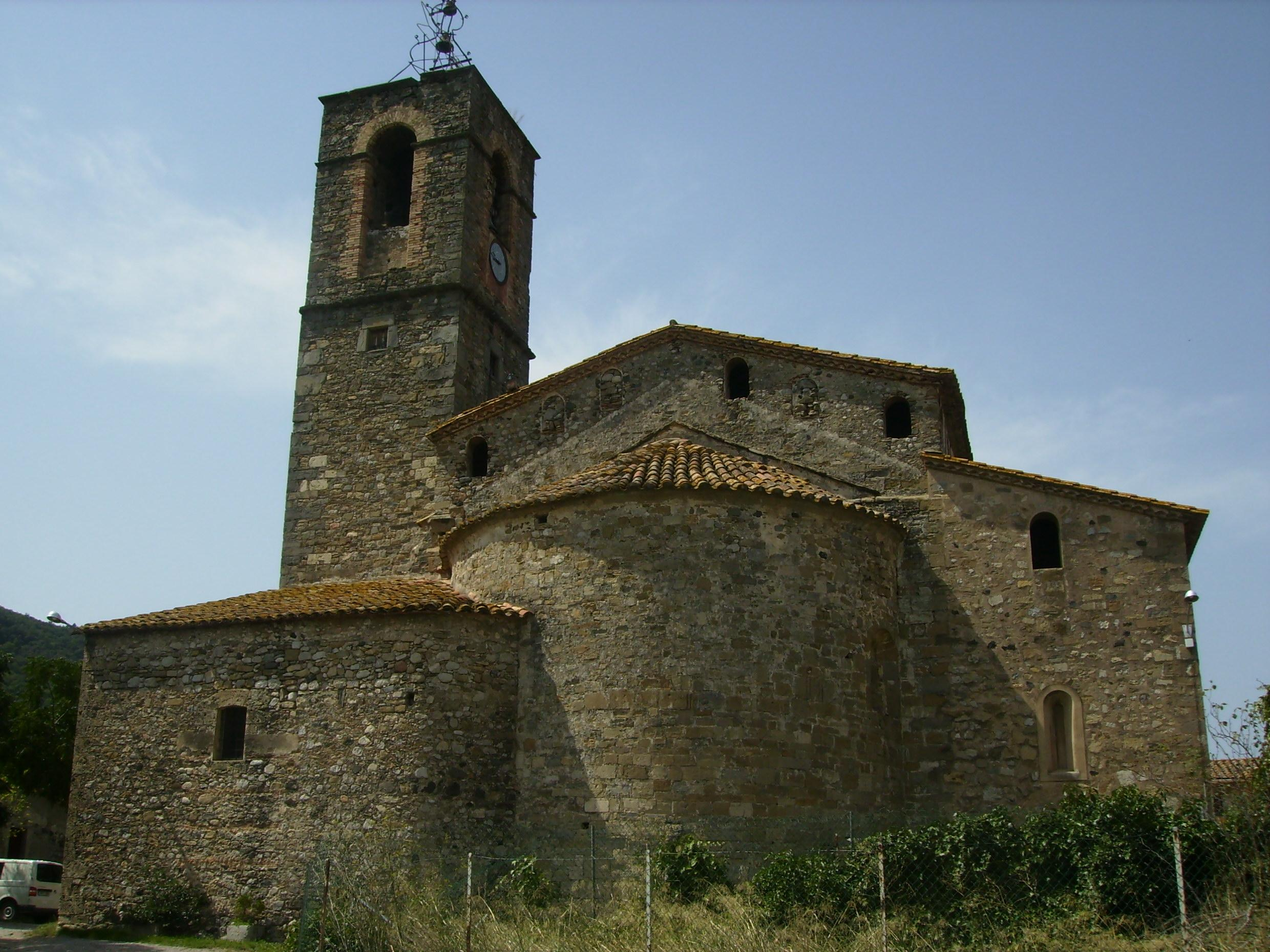
Santa Maria - Absis i campanar
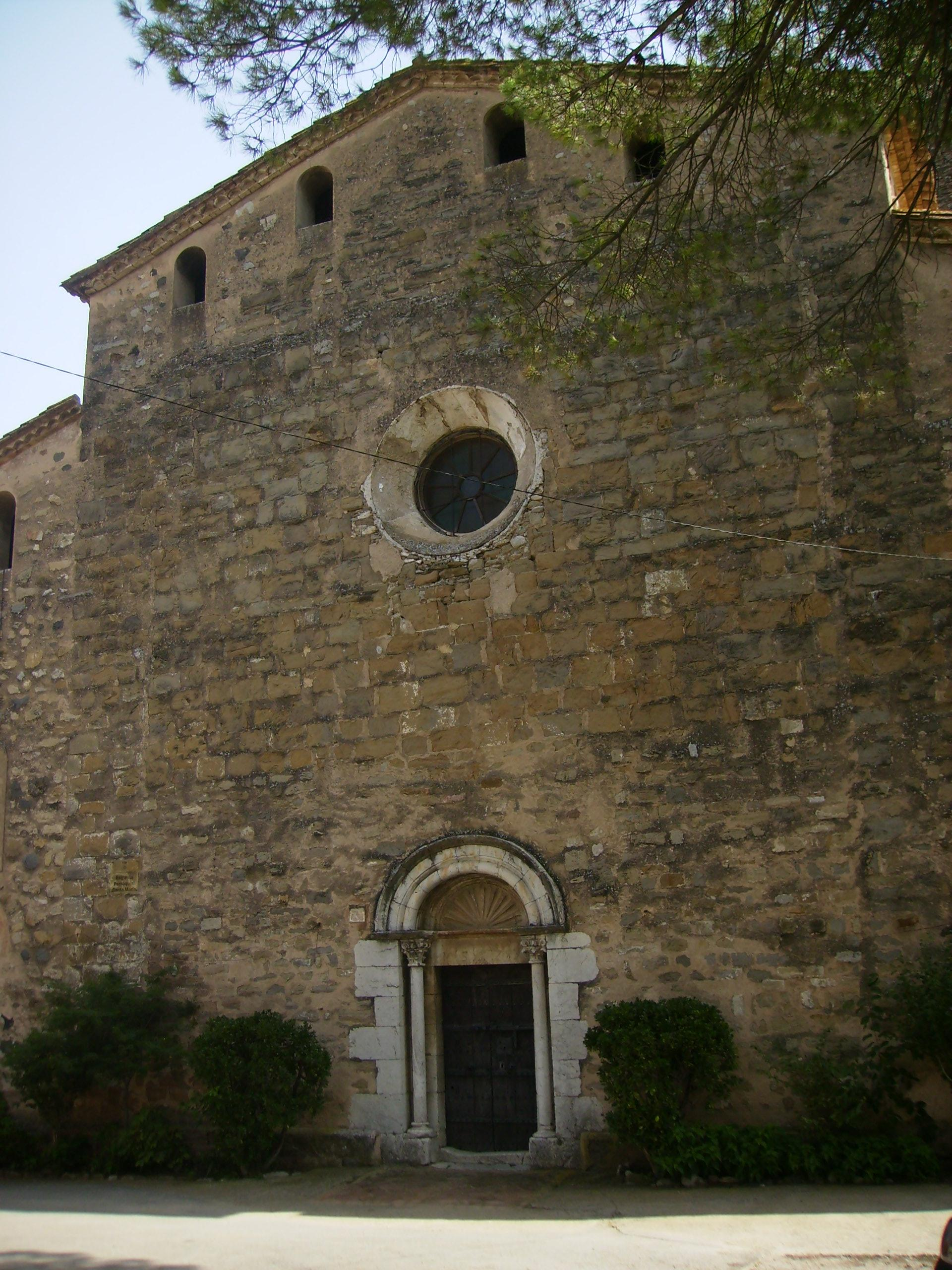
Santa Maria - Entrada
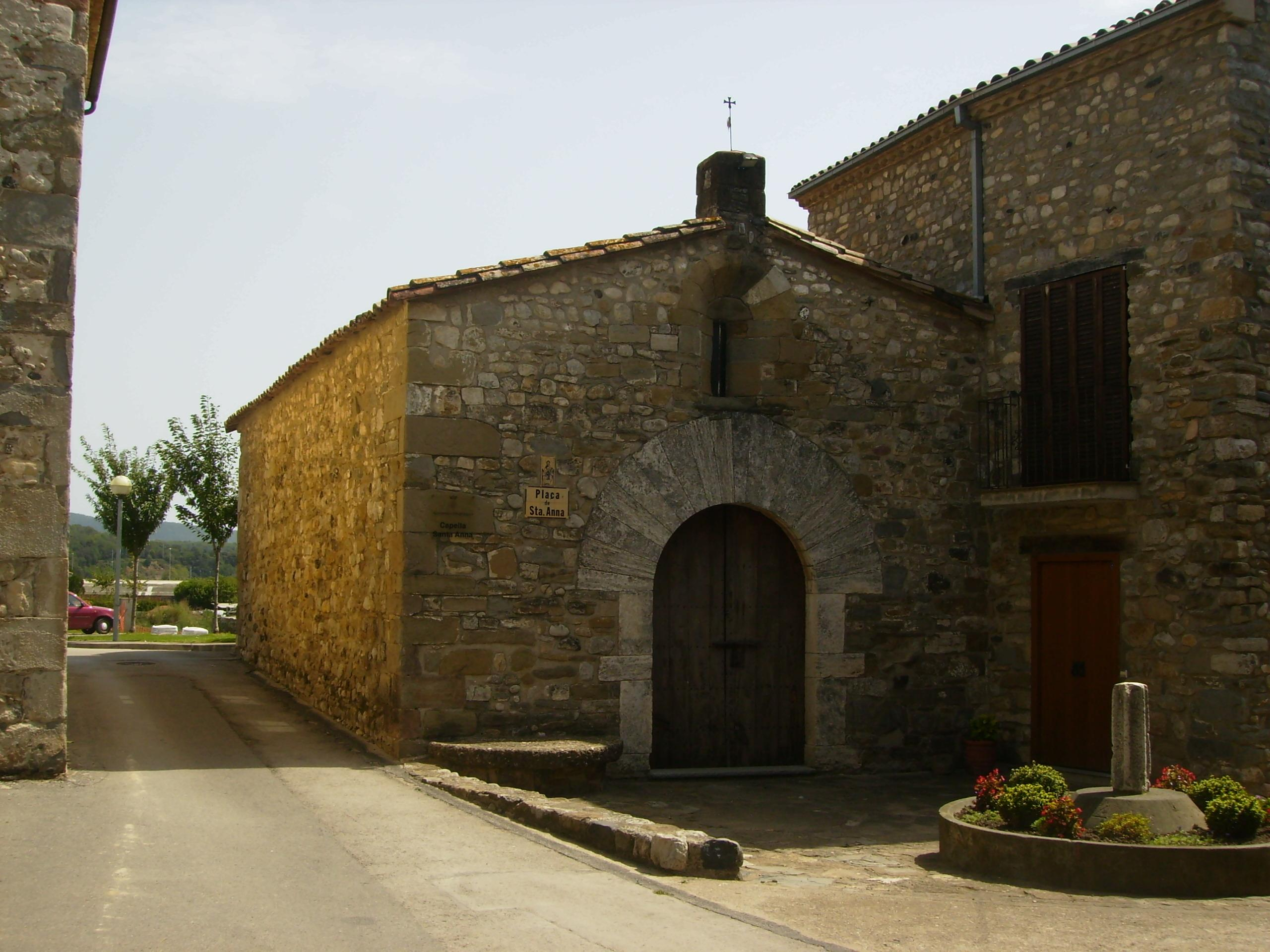
Capella de Santa Anna
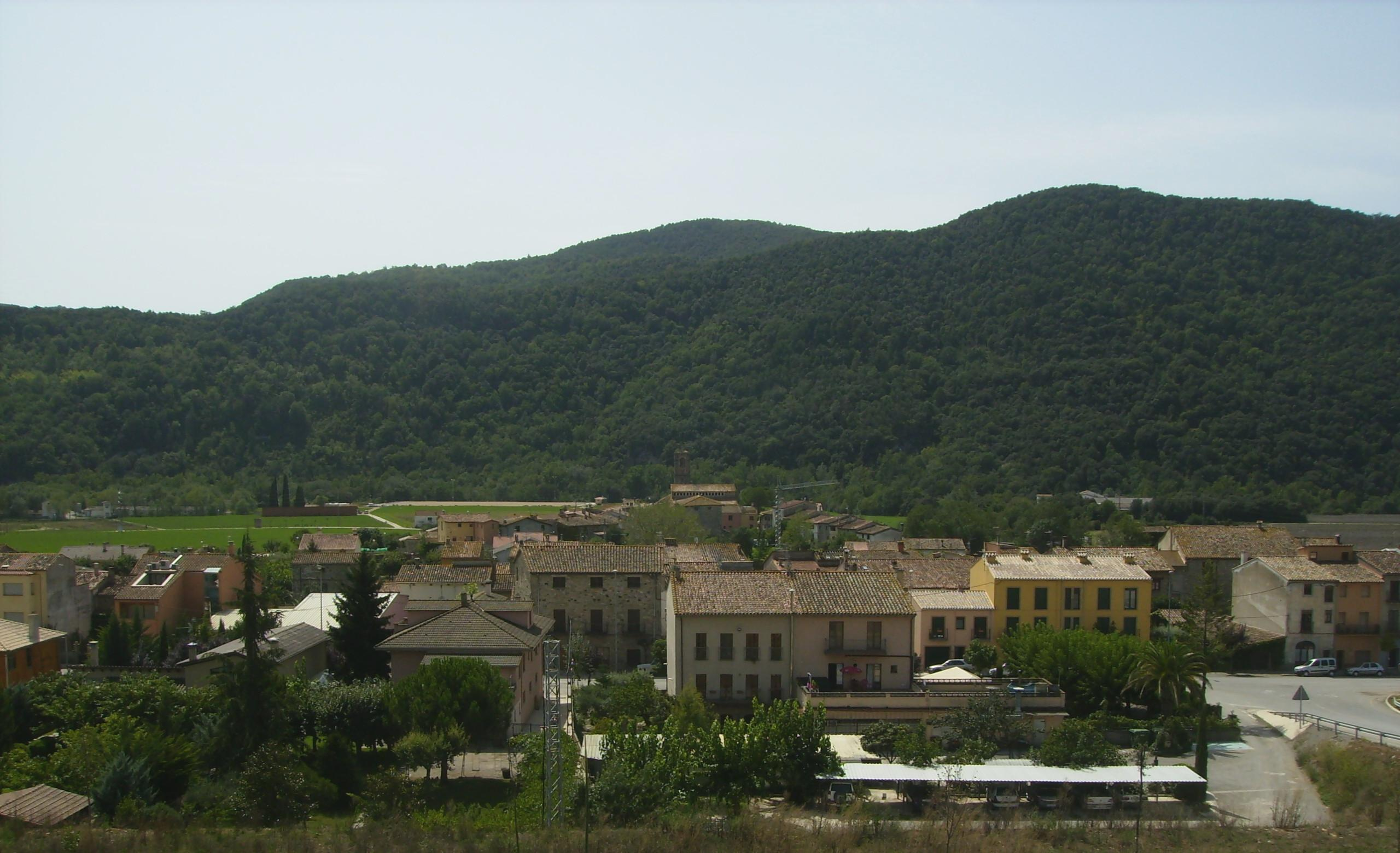
Vista panoràmica

## Demografia
| 1497 f | 1515 f | 1553 f | 1717 | 1787 | 1857  | 1877 | 1887 | 1900 | 1910 |
| ------ | ------ | ------ | ---- | ---- | ----- | ---- | ---- | ---- | ---- |
| 35     | 36     | 49     | 224  | 265  | 1.031 | 974  | 898  | 844  | 869  |

| 1920 | 1930 | 1940 | 1950 | 1960 | 1970 | 1981 | 1990 | 1992 | 1994 |
| ---- | ---- | ---- | ---- | ---- | ---- | ---- | ---- | ---- | ---- |
| 881  | 722  | 622  | 609  | 565  | 464  | 360  | 349  | 366  | 366  |

| 1996 | 1998 | 2000 | 2002 | 2004 | 2006 | 2008 | 2010 | 2012 | 2014 |
| ---- | ---- | ---- | ---- | ---- | ---- | ---- | ---- | ---- | ---- |
| 361  | 365  | 379  | 404  | 385  | 418  | 430  | 425  | 425  | 425  |

| 2016 | 2018 | 2020 | 2022 | 2024 | 2026 | 2028 | 2030 | 2032 | 2034 |
| ---- | ---- | ---- | ---- | ---- | ---- | ---- | ---- | ---- | ---- |
| 415  | 423  | 396  | 439  | 452  | -    | -    | -    | -    | -    |

## Transport
L'actual carretera d'Argelaguer a Tortellà (1892) formava part d'un projecte de més abast, de finals del segle xix, que havia de comunicar Arguelaguer amb Mollò. De fet, l'actual carretera de Mollò a Beget també en forma part. Entre Beget i Tortellà aquesta carretera hauria d'haver passat pel Grau d'Escales, Ormoier i l'Escaladuix, un tram d'una gran complicació.
Argelaguer Quilometre Zero
Per Juan R Lejarza de Cal Musìc
A la banda nord del poble d´Argelaguer neix la carretera que porta a Tortellà, en dos quilometres i escaig, seguint, més o menys, el vell camí carreter per la Costa d´en Bou, actual GI-523.
Just aquí, al lloc on s´inicia aquesta via de comunicació, hi havia, no fa pas molts anys, una Fita amb la següent inscripció: Carretera d’Argelaguer a Molló.
Era un projecte de l'any 1885, hauria estat, sens dubte, una bona obra, que hauria alliberat de l'oblit ancestral territoris, cases, monuments i persones, no en coneixem pas el trajecte que devia ser, si fa no fa, Argelaguer, Tortellà, Montagut, Sadernes, Escales, Hormonier (Ormoier), Beget, Rocapruna (Rocabruna) i Molló.
No es va fer, la carretera, i la Fita va restar al lloc inicial durant anys i panys.
La carretera que havia d´unir Argelaguer amb Molló arribava a l'Ampolla del Dimoni, al límit d´Argelaguer amb Tortellà. Mes endavant arribava a Tortellà, a l'alçada del carrer de Sales i va quedar aturada fins al present.
La Carretera de 3r ordre d´Argelaguer a Molló era un projecte proposat per Joaquim Escrivà de Romaní i Fernández de Córdoba com a diputat a Corts pel Districte d´Olot, Marquès d´Aguilar.
Congrés dels Diputats. Proposicio de Llei del Sr. Marquès d´Aguilar.
1º Articulo únic. S´inclou al Pla General de Carreteres de la província de Girona una de tercer ordre que, partint d´Argelaguer i passant per Tortellà, Montagut i Beget, enllaç a Molló amb la de Ripoll a la frontera francesa (Coll d´Ares).
2º Articulo únic. S´inclou al Pla General de Carreteres de la província de Girona, una de tercer ordre que, partint d´Olot i passant per Batet, Santa Pau, Mieras i Sant Miquel de Campmajor, acabi a Banyoles.
En el seu suport va dir el Sr. Marqués d´Aguilar: «Són tan importants les dues proposicions per al Districte que tinc l'honra de representar, i que ha estat un dels que tan han patit amb la passada guerra civil i dels més postergats en quant a obres públiques, que no dubto un moment que el Congrés, que aprova sempre sense discussió aquesta classe de projectes de Llei, se servirà prendre les meves proposicions en consideració sense més que estàs brevisíssimes paraules».
Sense més discussió van ser preses en consideració ambdues proposicions, passant a les seccions per a nomenament de Comissió.
Congrés dels Diputats. Sessió del dijous 19 de març de 1885.
«Queda el Congrés assabentat d´haver-se constituït les Comissions sobre la proposicio de Llei incloent en el Pla General, les que s´indiquen i havien nomenant president i secretari als següents senyors: La d´Argelaguer a Molló, als Srs. Marquès de Ahumada i Comte de Sallent. La d´Olot a Banyoles, als Srs. Gamazo i Comte de Sallent.
Relació de les finques que han estat ocupades al terme municipal d´Argelaguer.
Govern Civil de la província de Girona. Secció de Foment. Circular núm. 48. Registre núm. 148. Carreteres. 5 Febrer de 1892. El Governador, Antonio Mataró.
Nom de la propietària: número 1. María Sardana de Casaponsa residència Olot, classe de terres Olivar, vinya i cereals. Linderos: nord amb terres de Lorenzo Vila, sud carretera Girona a Olot, est amb terres de Juan Matlleu (Malleu) i oest senda Argelaguer a Tortellà.
Nom del propietari: núm. 2. Lorenzo Vila Guinó residència Argelaguer, classe de terres Cereals. Linderos: nord torrent de la Costa d´en Bou (Orriols) i Luís Bassols Llimona, sud amb terres de María Sardana, est amb Francisco Lliurella i Pedro Santaló i oest senda Argelaguer a Tortellà.
Nom del propietari: núm. 3. Luís Bassols Llimona residència Girona, classe de terres Yermo. Linderos: nord terres de Francisco Pujol i Baudilio Simon, sud terres de Lorenzo Vila, est amb terres de Francisco Pujol i oest senda d´Argelaguer á Tortellà i Baudilio Simón.
Nom del propietari: núm. 4. Baudilio Simón residència Girona, classe de terres Cereals, bosc alzinar i olivar. Linderos: nord camí de Tortellà a Besalú, sud amb el torrent Orriols (Costa d´en Bou), est amb terres de Francisco Pujol i Luís Bassols i oest amb terres de Francisco Lliurella.
Nom del propietari: núm. 5. Baudilio Simón residència Girona, classe de terres Cereals. Linderos: nord amb terres del terme municipal d´Argelaguer a terres del mateix propietari, sud amb camí de Tortellà a Besalú, aquest amb camí de Tortellà a Besalú i senda d´Argelaguer a Tortellà i oest amb terres de Francisco Pujol.
Eleccions de Diputats a Corts any 1893.
El Marques d´Aguilar, promotor de la construcció de la Carretera d´Argelaguer a Molló, guanya les eleccions de Diputats a Corts, per la totalitat del cens d´Argelaguer, es votava en dues taules nomenades: «Caserna Sud» 1a secció, i «Caserna Nord» 2a secció, nombre d´electors segons el cens, 1a secció 116, 2a secció 104, total 220. Vots, Marques d´Aguilar 1a secció 103, Pi i Margall 1a secció 0 vots, 2a secció Marques d´Aguilar 95, 2a secció Pi i Margall 0 vots. Nombre de vots emesos 198.
El Marques d´Aguilar, va ser substituït com a diputat en les Eleccions de Diputats a Corts any 1899 pel Marques de Camps aquest en realitat no va fer pràcticament res per al seguiment de la Carretera, per animar el Marques, un veí d'Argelaguer publico la següent carta oberta:
»Carta abierta al Exmo. Sr. Marqués de Camps, Diputado á Cortes por Olot.
MONTAÑÉS Argelaguer, 30 Abril de 1902.
Excmo. Sr;
És només un record el que vaig a fer-li i si aconsegueixo únicament cridar la seva atenció em tindré per satisfet.
Existeix, Sr. Marqués, a les nostres disposicions legals, una moderníssima classificació de carreteres on es concedeix preferència per a la seva terminació a les ja començades, a la seva publicació.
I dins de la classe de preferència cau de ple una Carretera de tercer ordre enclavada al districte la representació de la qual a Corts S. S. ostenta: em refereixo a la d´Argelaguer-Molló, de la qual van transcorreguts uns deu anys, que es va construir un tros de la seva primera secció i d´aquí no s´ha passat, amb tot i tant de temps transcorregut.
Observeu, Sr. Marqués, que aquesta carretera ha de creuar un territori extens, tot al cor de la muntanya, només proveït de perillosos camins de ferradura per on s´extreuen amb prou feines les abundants i riques escorces i fustes atresorades, en forma de corpulents arbres, per la natura en aquelles muntanyes, conegudes, sí, dels enginyers; apreciats, sí, pels industrials; però impossibilitats de ser explotats a gran escala per la incúria inqualificable dels desastrosos governs d´aquest avergonyit país.
Si S. S., Sr. Marqués, fixés la seva atenció per un sol moment en com de beneficiosa que ha de resultar al país i a l'Erari públic la continuació de la Carretera Argelaguer-Molló, de segur no deixaria de la mà aquest assumpte i aconseguiria la construcció de aquesta Carretera la realització de la qual donarà entrada a la vida moderna a una sèrie de pobles aïllats per grans distàncies d´escabrós recorregut, i als qui no és possible traslladar als mercats els productes de la regió muntanyenca, sense salvar dificultats gairebé insuperables; aïllament que els condemna a una vida vegetativa per manca de comunicacions que no coneixen els Srs, dels Ministeris, acostumats a contemplar les muntanyes a les cartes geogràfiques, o al més des de les finestretes de l'Exprés; rares vegades les recorren a peu o en diligència, que és la manera d´assabentar-se de les tristos realitats dels soferts, laboriosos i honrats muntanyencs catalans.»
A partir d´aquí i durant anys, la carretera no passava de Tortellà, el diputat D. Francisco Fàbregas i Mas va fer l'últim intent, diu la Premsa:
Deber, El: semanario católico. 28/6/1918. El diputat a Corts pel districte, Dr. D. Francisco Fàbregas acaba d´obtenir del Ministeri de Foment la concessió de 9000 pessetes per a l'acabament de 1´estudi de la Carretera de Argelaguer a Molló.
Deber, El: 20/7/1918. El divendres varen reunir-se en el »Círculo Olotense» els alcaldes i bon número de propietaris interessats en que se realisan quant avans els estudis de la Carretera d´Argelaguer a Molló, tros de Tortellà a Molló, i evitar que com ha passat ja altres vegades a pesar d´haver sigut girats fondos no s´han realisat dits estudis. Els reunits, varen nomenar una Comissió formada dels alcaldes dels principals municipis interessats i tres propietaris, encarregant-li la missió de fer totes les gestions encaminades a que sigui un fet la realisació dels indicats estudis.
Tradició catalana, La: setmanari catolich. 27/7/1918. El passat dilluns se celebrà una reunió en el »Círculo Olotense» dels Arcaldes y principals propietaris dels pobles afectats en la progectada Carretera d´Argelaguer a Molló. Va acordarse nomenar una Comissió per a que`s trasladi a Obres Públiques y practiqui les gestions necessàries amb l'objecte de que sigui invertida la quantitat consignada per a realisar els estudis del últim troç d´aquesta via; y realisi, ademes, quants trevalls cregui convenient per a que la construcció de dita Carretera sigui un fet eh plac no llunyà.
La “Pedra delatora”, encara roman, ajaguda, inmòvil, entre l'església «dicte parrochie Beate Marie de Jalaguerio» i l'Era. Publicat a l'Argelaga, revista municipal d´Argelaguer número 53 abril 2024.